# NGC 3164
NGC 3164 is een spiraalvormig sterrenstelsel in het sterrenbeeld Grote Beer. Het hemelobject werd op 9 februari 1831 ontdekt door de Britse astronoom John Herschel.

## Synoniemen
- UGC 5527
- MCG 10-15-36
- ZWG 290.18
- PGC 29928